# Autobahndreieck Karlsruhe
Das Autobahndreieck Karlsruhe (Abkürzung: AD Karlsruhe; Kurzform: Dreieck Karlsruhe) ist ein Autobahndreieck in Baden-Württemberg bei Karlsruhe. Hier zweigt die A 8 (Saarland – Stuttgart – München – Salzburg) von der A 5 (Hattenbacher Dreieck – Frankfurt am Main – Basel) ab.

## Geographie

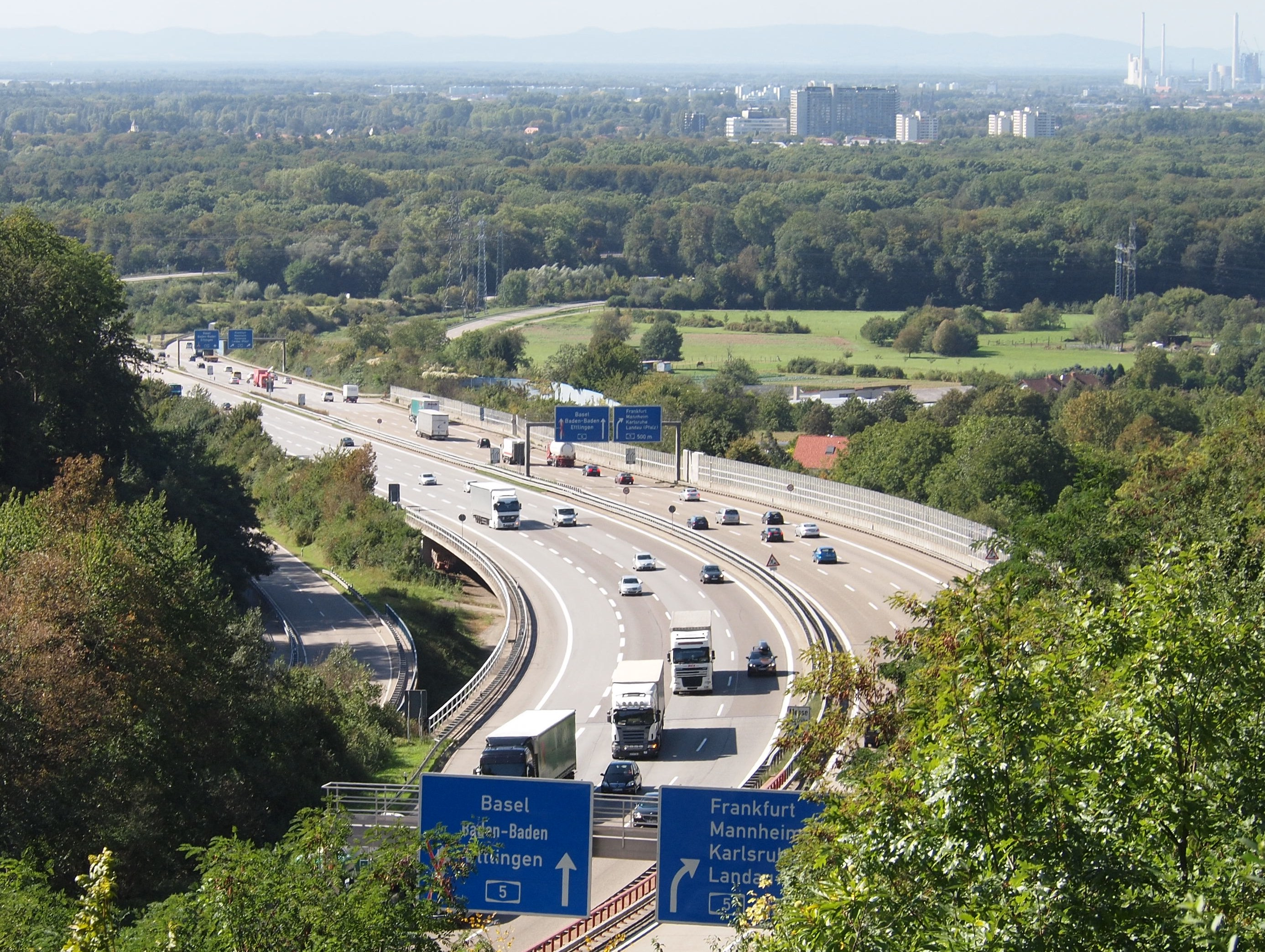
Autobahndreieck Karlsruhe (2011)

Das Autobahndreieck liegt auf dem Gebiet der Stadt Karlsruhe. Die umliegenden Städte und Gemeinden sind Waldbronn und Ettlingen. Es befindet sich etwa 5 km südöstlich von Karlsruhe, ca. 60 km westlich von Stuttgart und etwa 55 km südlich von Mannheim.
Auf der A 5 trägt das Autobahndreieck die Anschlussstellennummer 46 und auf der A 8 die Nummer 41.

## Geschichte

### Vor dem Zweiten Weltkrieg
Das Dreieck Karlsruhe wurde bis 1938 gebaut und im Zuge des Autobahnbaus von Karlsruhe bis Salzburg noch vor dem Zweiten Weltkrieg fertiggestellt und dem Verkehr übergeben.

### Karlsruher Dreiecksrennen
Von 1946 bis 1951 fanden im Dreieck Motorsportrennen statt, das Karlsruher Dreiecksrennen.

### Umbau 2011
Die Brücke der Rampe Stuttgart–Basel über die A 5 wurde von August 2011 bis Anfang 2013 neu gebaut. Die vorhandene Brücke musste auf Grund ihres schlechten Zustandes abgerissen werden. Zunächst wurde eine neue Brücke direkt neben der bestehenden errichtet und die bisherige Linienführung der Rampe angepasst. Aus diesem Grund wurde auch der bestehende Straßenquerschnitt verbreitert. Die Kosten betrugen rund 6,6 Millionen Euro.

## Ausbauzustand
Die A 5 ist in diesem Bereich, genau wie die A 8, sechsspurig ausgebaut. Alle Überleitungen sind zweistreifig.
Das Dreieck ist als vollständiges Dreieck (Full-Y) angelegt.

## Verkehrsaufkommen
Es ist einer der meistbefahrenen Straßenknotenpunkte von Baden-Württemberg mit etwa 160.000 Fahrzeugen pro Tag.
| Von                      | Nach               | Durchschnittliche tägliche Verkehrsstärke | Anteil Schwerlastverkehr |
| ------------------------ | ------------------ | ----------------------------------------- | ------------------------ |
| AS Karlsruhe-Mitte (A 5) | AD Karlsruhe       | 135.400                                   | 15,0 %                   |
| AD Karlsruhe             | AS Ettlingen (A 5) | 90.700                                    | 15,5 %                   |
| AD Karlsruhe             | AS Karlsbad (A 8)  | 93.900                                    | 15,8 %                   |